# Basil al-Sayed
Basil al-Sayed (en arabe باسل السيد) est un journaliste et vidéaste syrien né en 1987 et mort le 27 décembre 2011 à Homs, en Syrie.
Pendant le soulèvement révolutionnaire en 2011, il est abattu d'une balle dans la tête par les services de sécurité du régime.
Surnommé « le journaliste de la révolution » par les habitants de Homs, car il initie, avec d'autres, la documentation de la répression manifestations puis de la guerre civile par des journalistes-citoyens, il est connu des médias étrangers pour ses reportages alors que les médias internationaux sont généralement interdits d'entrée en Syrie par le gouvernement de Bachar el-Assad,,,.

## Biographie
Basil al-Sayed naît en Syrie en 1987, il a un frère et une sœur ainés. Il réside à Homs, en Syrie, où il documente les manifestations qui se déroule dans le cadre du printemps arabe, en 2011, et leur répression, avant que ce mouvement ne devienne la guerre civile syrienne.
Basil al-Sayad travaille d'abord comme charpentier, puis est employé dans une usine d'aluminium, tout en travaillant comme journaliste citoyen,,. Pendant le soulèvement révolutionnaire en 2011, il est surnommé « le journaliste de la révolution » par les habitants de Homs. Il est connu des médias pour ses reportages dans des conditions dangereuses alors que les médias internationaux sont bannis,,.

### Contexte et carrière
En mars 2011, la révolution, qui mènera à la guerre civile syrienne, commence. Pendant ce temps, les responsables syriens interdisent d'entrée en Syrie la grande majorité des journalistes internationaux,,. Cela incite un nombre croissant de journalistes citoyens à documenter et à publier les manifestations, la répression, puis la guerre civile et les troubles qui se déroulent. La seule façon dont le monde peut être témoin de la crise qui se déroule en Syrie, c'est via les vidéos téléchargées sur YouTube tournées par des journalistes citoyens.
Basil al-Sayed fait partie de ces journalistes citoyens. Il passe son temps libre à documenter la révolution et la répression du régime syrien. Comme de nombreux autres journalistes-citoyens, il publie ensuite les vidéos sur Internet pour montrer ce qui se déroule. Basil Al-Sayed filme le soulèvement à l'aide d'une caméra vidéo Samsung rouge. Il met en ligne des centaines d'heures de vidéo sur le site de partage de vidéos YouTube et des médias du monde entier utilisent ses images dans leurs actualités. Il est également connu pour avoir interviewé des Syriens sur l'état des troubles politiques et économiques auxquels le pays est confronté. Basil al-Sayed passe également une partie de son temps à aider les habitants victimes des évènements : il utilise ses compétences en charpente pour aider à réparer les maisons endommagées et livre de la nourriture à des familles dans le besoin avec sa moto.

### Décès
Basil al-Sayed meurt à l'âge de 24 ans, le 27 décembre 2011, à Homs. Il reçoit une balle dans la tête alors qu'il tente de filmer des forces de sécurité qui tirent sur des manifestants. Il est en train de filmer une vidéo au moment où il est abattu par les forces de sécurité et meurt des suites de ses blessures après quelques jours,,. Al-Sayed s'était démarqué comme vidéaste et en se mettant dans des situations particulièrement dangereuses pour documenter le soulèvement . Au moment de sa mort, le conflit entre le gouvernement et l'opposition dure depuis 10 mois,.
Selon le Comité pour la protection des journalistes, il est le second journaliste tué lors du soulèvement syrien, abattu d'une balle dans la tête par les services de sécurité du régime. Ferzat Jarban, tué avant lui, est un cadreur indépendant. Basil al-Sayed est le premier journaliste-citoyen à être tué. À cette époque, les journalistes étrangers sont généralement interdits d'entrée en Syrie par le gouvernement de Bachar el-Assad.

## Impact
Basil al-Sayed fait partie d'une longue liste de journalistes citoyens syriens assassinés. Son travail aux côtés d'autres journalistes citoyens permet au monde d'assister à la crise syrienne entre le régime du président Bachar el-Assad et les rebelles. Selon le Comité pour la protection des journalistes, il est le second journaliste tué lors du soulèvement syrien, abattu d'une balle dans la tête par les services de sécurité du régime ,. Le journaliste tué avant lui est Ferzat Jarban, également tué à Homs, vers le 20 novembre 2011. Depuis le décès d'al-Sayed et Jarban, et jusqu'en août 2012, on recense la mort de 61 autres journalistes-citoyens tués en essayant de documenter le soulèvement,. Rami al-Sayed, le cousin de Basil al-Sayed, est tué deux mois après son cousin , ,.

### Réactions
Basil al-Sayed est considéré localement comme un héros et sa mort attriste et scandalise de nombreuses personnes,. Selon le militant syrien Rami Jarrah, parmi des milliers de journalistes-citoyens syriens Basil al-Sayed est l'un de ceux qui s'est démarqué. Rami Jarrah déclare, à propos des conditions dans lesquelles Basil al-Sayed travaille, et de son décès : « Il documentait des choses auxquelles personne ne pouvait avoir réellement accès. Je ne veux pas dire qu'on s'y attendait, mais il était toujours dans ces situations où l'on pouvait s'attendre à ce que quelque chose lui arrive. ». Il filmait quand il a été abattu et ses dernières minutes ont été filmées. Cette séquence a ému beaucoup de gens qui suivaient son travail. Une vidéo a également été mise en ligne sur YouTube par un militant, montrant la mère et les proches de Basil al-Sayed pleurant et veillant son corps. La communauté internationale des journalistes condamne le meurtre intentionnel de Basil al-Sayed.